# Statte
Statte község (comune) Olaszország Puglia régiójában, Taranto megyében.

## Fekvése
Taranto városától északra, a Murgia-fennsíkon fekszik, lankás dombvidéken, szurdokvölgyek (gravinák) által tagolt vidéken.

## Története
A település első említése 1406-ból származik, amikor még Taranto fennhatósága alá tartozott. 1445-ben épült meg a vár és a vidék a De Algericiis nemesi család birtokába került. A következő évszázadokban a tenger felőli folyamatos török fenyegetés miatt a vidék elnéptelenedett. A De Blasi nemesi család alapította újra a 18. század végén. A település gazdasága a 19. század elején indult fejlődésnek a kőfejtőinek köszönhetően, amelynek anyagát a közeli Taranto nagyszabású építkezéseinél használták fel. 1859-ben vált önálló községgé. Ekkor hozzá tartozott Crispiano is, amelytől 1881-ben vált szét.

## Népessége
A lakosság számának alakulása:

## Főbb látnivalói
- bronzkori dolmen a település határában
- a Triglio-vízvezeték, amelyet az i.e. 1 században építettek Tarentum vízellátásának biztosítására